# Молчановський Леонід Серафимович
Леонід Серафимович Молчановський (9 грудня 1913, Дубно, Російська імперія — 19 липня 1995, Рівне, Україна) — український футболіст і тренер.

## Біографія
Народився в сім'ї священика отця Серафима і актриси та співачки Пелагеї Молчановських. У шкільні роки організував футбольну команду «Малятко». Навчався у дубенській гімназії. В 16 років дебютує в першості Волинського воєводства за місцеву команду «Сокіл» і відразу забиває два голи. Згодом стає гравцем луцького футбольного клубу ПКС (Поліційний клуб спортивний).
У 1937 році його запросили до команди «Балтика» з міста Гдиня. У цей час захищав кольори робітничої збірної Польщі, яка виступала проти команд з Бельгії та Нідерландів. За його особистими підрахунками лише до 1937 р. він забив майже 400 голів. У цей час мав пропозиції продовжити кар'єру у варшавській «Полонії» і львівських клубах. 1940 року повертається до Дубна і знову виступа є за місцевий «Сокіл». Наступного року київське «Динамо» провело турне по Західній Україні. У матчі з рівненським «Спартака» була зафіксована нічия (3:3), а Леонід Молчановський став автором забитого м'яча у ворота столичного клуба.
1944 року його призвали до Червоної Армії, строкову службу проходив у Башкирії. У 1946 році повернувся до Рівного і продовжив свою спортивну кар'єру як граючий тренер футбольної команди «Колгоспник». 15 років працював тренером у дитячо-юнацькій спортивній школі. Серед його вихованців Володимир Дударенко, Олександр Васін, Іван Маркевич, Тарас Примак, Володимир Поліщук, Володимир Попельницький та інші.